# Herøy (Møre og Romsdal)
Herøy è un comune norvegese della contea di Møre og Romsdal.